# Krantenstrip

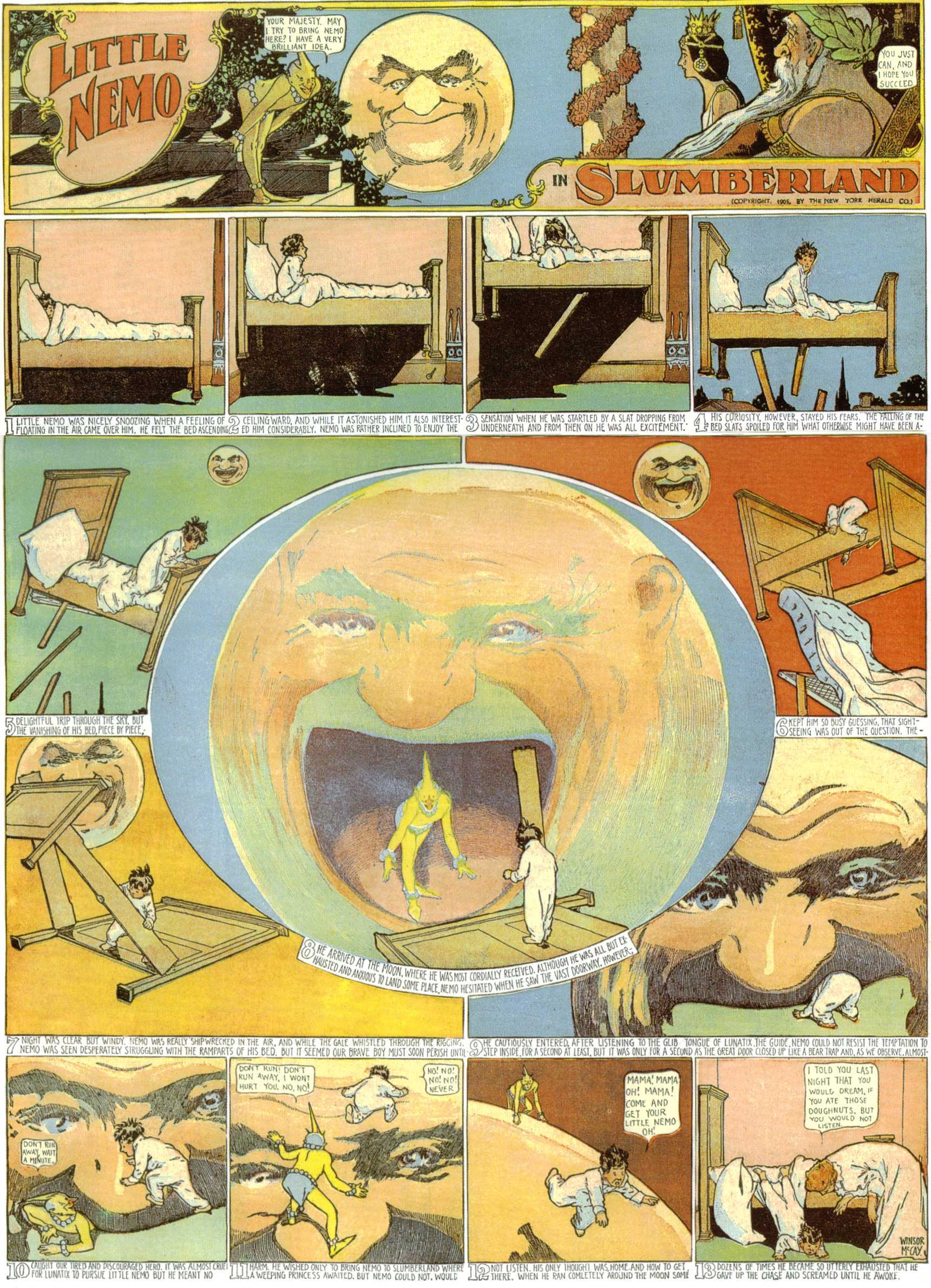
Winsor McCay's Little Nemo (1905), een Amerikaanse krantenstrip die op zondag verscheen.

Een krantenstrip is een stripverhaal of karikatuur dat oorspronkelijk verschijnt in een krant, en specifiek voor dat doel is geschreven . Krantenstrips bestaan daarom vaak uit een enkele strook. De meeste van deze strips zijn gagstrips met een afgerond verhaal per individuele strip, maar er bestaan ook vervolgverhalen met een serieuze ondertoon. Krantenstrips verschijnen met dezelfde regelmaat als de krant waarin ze worden afgedrukt.
Krantenstrips worden na hun eerste publicatie vaak ook gebundeld in stripboeken.

## Geschiedenis
Krantenstrips behoren tot de oudste vorm van stripverhalen zoals men die vandaag de dag nog kent.
De eerste krantenstrips verschenen eind 19e eeuw in de Verenigde Staten. The Yellow Kid wordt vaak gezien als de eerste echte krantenstrip, maar daarvoor verschenen soms al op strips lijkende afbeeldingen waarbij tekst en foto’s werden gecombineerd.
De Zwitserse auteur en tekenaar Rodolphe Toepffer wordt gezien als de grondlegger van de hedendaagse krantenstrip. Zijn verhalen zoals Histoire de M. Vieux Bois (1827) gebruikten voor het eerst de opzet die later ook door krantenstrips werd overgenomen.
De eerste krantenstrips waren meestal opzichzelfstaande verhalen met telkens andere karakters in andere situaties. De eerste krantenstrip met vaste personages was The Little Bears. De strip Mutt and Jeff uit 1907 was de eerste krantenstrip die dagelijks verscheen.

## Soorten
Met name in de Verenigde Staten worden krantenstrips vaak onderverdeeld in doordeweekse strips en zondagstrips. De doordeweekse strip verschijnt van maandag tot zaterdag in de krant en is doorgaans kleiner dan de zondagstrip (een enkele strook tegen meerdere stroken bij de zondagstrip). Ook worden doordeweekse strips vaak in zwart-wit afgedrukt tegen zondagstrips in kleur. Veel stripseries specialiseren zich in enkel doordeweekse strips of enkel zondagstrips, maar er zijn stripreeksen die beide publiceren zoals Garfield en Casper en Hobbes.
Verder zijn strips onder te verdelen naar genre. De meeste zijn humoristisch, maar ook andere genres zoals drama en avontuur komen voor.

## Syndicatie
De Amerikaanse Krantenstrips worden doorgaans aan kranten gelicentieerd via een syndicaat, zoals King Features Syndicate van de Hearst Corporation.

## Bekende krantenstrips

### Amerikaanse krantenstrips (selectie)
| - The Yellow Kid (1895-1898) - The Katzenjammer Kids (1897-2006) - Little Nemo in Slumberland (1905-1926) - Krazy Kat (1913-1944) - Bringing Up Father (1913-2000) - Mickey Mouse (1930-1995) - Dick Tracy (1931-1977) - Pogo (1948-1975) - Beetle Bailey (vanaf 1950) - Peanuts (1950-2000) | - The Wizard of Id (vanaf 1964) - Doonesbury (vanaf 1970) - Hägar The Horrible (vanaf 1973) - Garfield (vanaf 1978) - The Far Side (1979-1995) - Bloom County (1980-1989) - Calvin and Hobbes (1985-1995) - Dilbert (vanaf 1989) - Mutts (vanaf 1994) - Zits (vanaf 1997) |

### Nederlandse krantenstrips (selectie)
| - Tom Poes (1941-1986) - De avonturen van Pa Pinkelman (1945-1952) - De avonturen van Kapitein Rob (1945-1966) - Olle Kapoen (1946-1954) - Panda (1946-1991) - Holle Pinkel (1960-1964) - Kraaienhove (1962-1975) - Vader & Zoon (1968-1987) - F.C. Knudde (vanaf 1973) | - Stamgasten (vanaf 1978) - Liefde en geluk (vanaf 1983) - Heinz (vanaf 1987) - De rechter (vanaf 1993) - Fokke & Sukke (vanaf 1993) - Sigmund (vanaf 1994) - DirkJan (vanaf 1999) - S1NGLE (vanaf 2001) - Elsje (vanaf 2007) |

### Belgische krantenstrips (selectie)
| - De avonturen van Kuifje (1929–1983) - Flipke en de rakkers (1933) - De avonturen van Nantje en Jetje Pek (1945-1946) - Rikki en Wiske in Chocowakije (1945) - Suske & Wiske (1945-2022) - Thomas Pips (1946-1947) | - Soldaat Fa Sido (1947-1950) - Piet Pienter en Bert Bibber (1951-1995) - Nero (1951-2002) - Bakelandt (1975-2006) - De Kiekeboes (vanaf 1977) - Wolf (vanaf 1986) |

### Engelse krantenstrips (selectie)
| - Rupert Bear (vanaf 1920) - Jane (1932-1968) - Buck Ryan (1937-1962) - Garth (1943-1997) - Paul Temple (1951-1971) - Tug Transom (1954-1970) - Carol Day (1956-1975) - Matt Marriott (1955-1977) - Andy Capp (vanaf 1957) | - The Perishers (1958-2006) - James Bond (1958-1983) - Gun Law (1960-1978) - Bristow (1960-2012) - Fred Basset (vanaf 1963) - Tiffany Jones (1964-1977) - The Seekers (1966-1971) - Scarth (1969-1972) - Axa (1978-1986) |

### Franse krantenstrips (selectie)
| - Zig et Puce (1925-1952) - Luc Junior (1954-1965) |

### Deense krantenstrips (selectie)
| - Statsministeren (vanaf 1982) |